# Elsie MacGill
Elizabeth Muriel Gregory "Elsie" MacGill, (Vancouver, 27 de marzo de 1905 - Cambridge, 4 de noviembre de 1980), conocida como la "reina de los Hurricanes", fue la primera diseñadora de aeronaves del mundo. Es pionera en varios campos: fue la primera mujer canadiense en titularse como ingeniera eléctrica en 1927, la primera norteamericana en recibir el título de ingeniera aeronáutica en 1929, la primera mujer en diseñar una aeronave y la primera mujer en ser aceptada en el Instituto de Ingeniería de Canadá. Además fue una gran defensora de los derechos de las mujeres y los niños, participando activamente para la obtención de derechos legales y laborables.
Trabajó como ingeniera aeronáutica durante la Segunda Guerra Mundial e hizo mucho para convertir a Canadá en una potencia en la construcción de aeronaves durante sus años en Canadian Car and Foundry (CC&F) en Fort William, Ontario. Después de su trabajo en CC&F, dirigió una exitosa empresa de consultorÍa. Entre 1967 y 1970 fue notaria en la Comisión Real para el Estatus de la mujer en Canadá, publicado en 1970.

## Primeros años y educación
MacGill nació en Vancouver el 27 de marzo de 1905, fue la hija menor de James Henry MacGill, un prominente abogado de Vancouver, periodista de medio tiempo, y ministro anglicano, y Helen Gregory MacGill, una periodista y la primera jueza de la Columbia Británica. Tuvo dos hermanastros mayores, de parte del primer matrimonio de su madre, y una hermana mayor la doctora Helen MacGill Hughes (1903) con la que era muy cercana.
En los primeros años, los niños MacGill fueron educados en casa con una educación formal que imitaba la que se impartía en la escuela pública Señor Roberts, a la que los demás niños asistían. Esta educación incluía clases de dibujo con Emily Carr, y lecciones de nado con Joe Fortes. Después, asistieron a la Escuela Secundaria King George, que estaba afiliada a la Universidad McGill. Esta educación rigurosa le facilitó a Elsie la entrada a la Universidad de Columbia Británica cuando tenía 16 años. Fue admitida para el programa de ciencias aplicadas, pero el decano de la universidad le pidió que desertara después de la primera materia.
Cuándo MacGill tenía 12 años, su madre fue elegida como jueza de la Corte Juvenil de Vancouver. Después de 1911, los conflictos raciales en la Columbia Británica continuaron en aumento y el trabajo de Jim MacGill, relacionado con la situación ilegal de los inmigrantes, tuvo un impacto negativo. Esto les causó severos problemas financieros durante los años de guerra. Pero su temprana aptitud para "arreglar las cosas" ayudó a la familia a mantenerse en pie y le dio un amplio panorama para la elección de su carrera.
Su madre fue una defensora del derecho al voto de las mujeres e influyó a Elsie MacGill en su decisión para estudiar ingeniería, lo que la convirtió en la primera mujer admitida en un programa de ingeniería en Canadá. Elsie se graduó por la Universidad de Toronto en 1927 y fue la primera mujer canadiense en obtener un grado en ingeniería eléctrica.
MacGill fue admitida en 1923 en el programa de Ciencias Aplicadas de la Universidad de Toronto. Durante las vacaciones trabajaba en talleres de reparación de motores eléctricos para desarrollar las enseñanzas teóricas y prácticas del año escolar. Fue en esos talleres donde Elsie tuvo sus primeras experiencias en el reciente campo de ingeniería aeronáutica. Justo antes de la graduación contrajo mielitis infecciosa aguda, una forma de poliomielitis, y le fue pronosticado que probablemente pasaría el resto de sus días en una silla de ruedas. Ella se negó a aceptar aquella posibilidad así que aprendió a caminar apoyada en dos soportes de metal.
Después de su graduación, MacGill tomó un trabajo con una compañía en Pontiac, Míchigan. Durante ese tiempo, la compañía comenzó a fabricar aeronaves, lo que intensificó el interés de Elsie en la aeronáutica. Tomó estudios estudios superiores en jornada parcial en ingeniería aeronáutica en la Universidad de Míchigan, entrando de lleno en otoño de 1927, al programa de la Maestría en Ingeniería de las Ciencias, donde comenzó a trabajar en diseños de aeronaves y desarrolló y condujo sus investigaciones en las instalaciones de aeronáutica en la Universidad. En 1929, se convirtió en la primera mujer de Norteamérica, y probablemente del mundo, en obtener el grado de maestría en ingeniería aeronáutica.
Para ayudarse a mantener sus estudios de doctorado en el MIT de Cambridge MacGill escribió numerosos artículos de revista acerca del vuelo y las aeronaves.

## Carrera profesional
En 1934, MacGill comenzó a trabajar en las operaciones aeronáuticas de Fairchild en Montreal como un asistente de Ingeniero Aeronáutico. En 1938, fue la primera mujer en ser elegida como miembro formal del Instituto de Ingeniería de Canadá (EIC). Presentó su trabajo "Cálculos para un desempeño simplificado de los aeroplanos", ante la Real Sociedad Aeronáutica en Ottawa, el 22 de marzo de 1938. Más tarde, su trabajo fue publicado en The Engineering Journal . Además, participó en la serie documental El Ingeniero en Tiempo de Guerra; de la difusión canadiense. Su segmento fue llamado "Ingeniería de Aeronaves Canadienses durante la guerra". En 1942, fue elegida con el cargo de presidente del Instituto de Ingeniería de Canada EIC, después de haberse desempeñado como vicepresidente.
En ese mismo año, MacGill fue contratada como jefa de Ingeniería Aeronáutica en Canadian Car and Foundry (CanCar) convirtiéndose en la primera mujer en el mundo que alcanzó ese puesto. En CanCar diseñó y probó las nuevas aeronaves de entrenamiento el "Maple Leaf Trainer II".
El "Maple Leaf Trainer II" fue diseñado y construido en las fábricas del CanCar en Fort William (ahora Bahía de Trueno) a donde MacGill se mudó. Aunque el "Maple Leaf Trainer II" no fue utilizado por las fuerzas aliadas, diez de ellos (dos completados en la fábrica, y ocho ensamblados en México) fueron vendidos a México donde su desempeño a grandes alturas fue de mucha importancia para las múltiples maniobras que se necesitaban. La función de MacGill en la compañía cambió cuándo la fábrica fue elegida para construir el avión de combate para la Real Fuerza Aérea británica (RAF). La compañía pasó de tener 500 empleados a 4,500 para el final de la guerra, de los cuales la mitad de ellos fueron mujeres. La función elemental de MacGill era supervisar las operaciones en la línea de producción, mientras la empresa se expandía durante ese tiempo. Pero también fue la responsable de diseñar las soluciones para que las aeronaves pudieran operar durante el invierno, introduciendo funciones descongelantes y un sistema de esquíes fijos para poder aterrizar en la nieve.

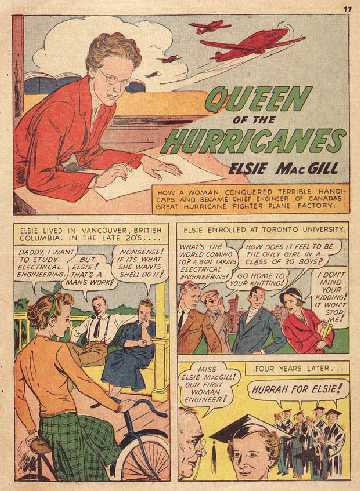
Elsie MacGill Retratada como "La Reina de los Huracanes."

Para cuando se clausuró la línea de producción en 1943, la CanCar había producido más de 1,400 aviones. En 1940 Elsie escribió un trabajo acerca de ello que se llamó: "Los factores que Afectan la Producción en Masa de Aviones", posteriormente publicados en The Engineering Journal. Su función en la producción exitosa de estos aeroplanos la hizo famosa, a tal punto que se publicó un libro de cómic en los Estados Unidos, utilizando su apodo, "reina de los huracanes". Y así numerosos artículos e historias fueron publicados acerca de ella, generando una fascinación pública por la mujer ingeniera.
Después de que la producción de aeronaves acabó, la CanCar obtuvo un nuevo contrato con la Armada de los Estados Unidos para construir el Curtiss SB2C Helldivers. Pero esta producción tuvo muchos contratiempos y continuos cambios menores de Curtiss-Wright (a su vez, exigido por la Armada de EE. UU.) que provocaron que la producción a gran escala tomara mucho tiempo en comenzar. A la mitad de este proyecto, MacGill y el gerente del personal, E. J. (Bill) Soulsby, fueron despedidos. En un principio se rumoreaba que Soulsby había tenido un altercado con un grupo de agentes navales que visitó la fábrica una semana antes, pero más tarde se reveló que la razón de los despidos fue que MacGill y Soulsby sostenían un romance.
MacGill Y Soulsby se casaron en 1943 y se mudaron a Toronto, donde instalaron un negocio de consultoría aeronáutico. En 1946, Elsie, se convirtió en la primera mujer en ser consejera técnica para la Organización de Aviación Civil Internacional (OACI), donde ayudó a cambiar las regulaciones internacionales para el diseño y la producción de aeronaves comerciales. En 1947 tomó la presidencia del Comité de Análisis de Tensión de Naciones Unidas, siendo la primera mujer en presidir un comité de ONU.
En 1952, MacGill presentó una conferencia en la Sociedad de Ingenieros de Mujeres (SWE): "La Iniciativa para el desarrollo de líneas aéreas", que posteriormente fue publicada en The Engineering Journal . Un año más tarde la revista le otorgó el anual Premio de Ingeniería.

## Los derechos de las mujeres
Tras fracturarse la pierna en 1953, MacGill aprovechó su convalecencia de meses para organizar los papeles de su madre y comenzó a escribirle una biografía titulada: Mi Madre, la Juez: Una Biografía de la Juez Helen Gregory MacGill, publicada en 1955. El activismo y la participación de su madre y su abuela en el movimiento de sufragio inspiraron a Elsie a involucrarse intensamente en la lucha por los derechos de las mujeres durante los años 1960.
MacGill fue presidente de la Federación canadiense de los clubes de Mujeres Empresariales y Profesionales de 1962 a 1964. En 1967 se involucró en la Comisión Real en el Estado de Mujeres en Canadá y participó en el informe publicado en 1970. También hizo una "Declaración Independiente" describiendo las opiniones en las que difería de la mayoría en la comisión. Por ejemplo, quería que el aborto fuera despenalizado completamente del Código Criminal.
MacGill fue también miembro del Comité para el Estatus de la Mujer en Ontario, y actuó en el Comité Nacional de Acción para el estatus de las Mujeres. Por su trabajo en este comité se le otorgó la Orden de Canadá en 1971.

«He recibido muchos premios de ingeniería, pero espero ser recordada también como defensora de los derechos de las mujeres y los niños.» Elsie MacGill.

## Fallecimiento
MacGill falleció el 4 de noviembre de 1980 en Cambridge, Massachusetts cuando visitaba a su hermana Helen. Acerca de su muerte, Shirley Allen, miembro canadiense de las "Noventa y nueve", una organización de aviadoras, dijo: «Ella tenía una mente brillante y fue reconocida como una mujer canadiense excepcional. Ninguna cuestión de género impidió que ella pusiera sus talentos al servicio de la comunidad y el país.»

## Premios y honores
El trabajo de MacGill, l"Los factores que Afectan la Producción en Masa de Aviones", ganó la medalla Gzowski del Instituto de Ingeniería de Canadá en 1941. En 1953, Elsie, fue una de las 50 personas, y la única mujer, en obtener su cuadro en la exclusiva Galería Gevaert de Ejecutivos Canadienses, para honrar sus contribuciones e influencia. En marzo de 1953 la Sociedad americana de Ingenieras Mujeres le hizo miembro honorario y le otorgó el premio "Mujer ingeniera del Año," esta fue la primera vez que lo ganó alguien de fuera de Estados Unidos.
MacGill fue premiada con la medalla Centennial por el gobierno canadiense en 1967, y con la Orden de Canadá en 1971 por sus servicios como asesora de ingeniería aeronáutica y como miembro de la Comisión Real para el Estatus de las Mujeres. Las "Noventa y nueve" le otorgaron la medalla Amelia Earhart en 1975; y en 1979 la Asociación de Ingenieras Profesionales de Ontario, le otorgó su medalla de oro. En 1983 fue inducida al Salón de la Fama de Aviación Canadiense, y en 1992 fue una de las fundadoras inducidas al Salón de la Fama de la Ciencia y la Ingeniería Canadiense en Ottawa.
Recibió doctorados honorarios de las universidades de Toronto (1973), Windsor (1976), Queens (1978) y York (1978).
En 2019 el correo canadiense emitió sellos postales con su imagen en conmemoración de los pioneros de la aviación canadiense.